# Dakkada FC
Der Dakkada Football Club ist ein 2004 gegründeter nigerianischer Fußballverein aus Uyo, der aktuell in der zweiten Liga, der Nigeria National League, spielt.
Der Verein wurde 2004 als Akwa Starlets Football Club gegründet. Ende 2019 wurde der Verein in Dakkada Football Club umbenannt.

## Stadion
Der Verein trägt seine Heimspiele im Godswill Akpabio International Stadium in Uyo aus. Das Stadion hat ein Fassungsvermögen von 30.000 Personen.
Koordinaten: 5° 0′ 22,6″ N, 7° 53′ 8,5″ O

## Saisonplatzierung
| Saison           | Liga                                 | Level            | Platz            | Nigeria FA Cup   | Nigeria Super Cup | Nigeria Super Four |
| Akwa Starlets FC | Akwa Starlets FC                     | Akwa Starlets FC | Akwa Starlets FC | Akwa Starlets FC | Akwa Starlets FC  | Akwa Starlets FC   |
| ---------------- | ------------------------------------ | ---------------- | ---------------- | ---------------- | ----------------- | ------------------ |
| 2019             | Nigeria Football League              | 2                | 1. ▲             |                  |                   |                    |
| Dakkada FC       |                                      |                  |                  |                  |                   |                    |
| 2019/20          | Nigeria Professional Football League | 1                | 12.              | keine Austragung |                   |                    |
| 2020/21          | Nigeria Professional Football League | 1                | 11.              |                  |                   |                    |
| 2021/22          | Nigeria Professional Football League | 1                | 14.              |                  |                   |                    |

1. ↑  Die Saison wurde nach dem 25. Spieltag abgebrochen.

## Trainerchronik
| Trainer             | Nation  | von               | bis               |
| ------------------- | ------- | ----------------- | ----------------- |
| Caleb Esu           | Nigeria | 1. Juli 2019      | 24. Dezember 2020 |
| Umar Danlami Kwasau | Nigeria | 24. Dezember 2020 | heute             |